# کول‌تپه اهرنجان
کول تپه اهرنجان مربوط به دوران پیش از تاریخ ایران باستان است و در سلماس، داخل شهر، بین کوی‌های فرهنگی ۱و۲ واقع شده و این اثر در تاریخ ۱۸ شهریور ۱۳۷۷ با شمارهٔ ثبت ۲۱۰۲ به‌عنوان یکی از آثار ملی ایران به ثبت رسیده است.